# Бренна (гміна)
Гміна Бренна (пол. Gmina Brenna) — сільська гміна у південній Польщі. Належить до Цешинського повіту Сілезького воєводства.
Станом на 31 грудня 2011 у гміні проживало 10862 особи.

## Територія
Згідно з даними за 2007 рік площа гміни становила 95.54 км², у тому числі:
- орні землі: 30.00%
- ліси: 64.00%

Таким чином, площа гміни становить 13.08% площі повіту.

## Населення
Станом на 31 грудня 2011:
| Опис     | Загалом | Загалом | Чоловіки | Чоловіки | Жінки | Жінки |
| -------- | ------- | ------- | -------- | -------- | ----- | ----- |
| одиниця  | осіб    | %       | осіб     | %        | осіб  | %     |
| все      | 10862   | 100     | 5335     | 49.12    | 5527  | 50.88 |
| міське   | 0       | 100     | 0        |          | 0     |       |
| сільське | 10862   | 100     | 5335     | 49.12    | 5527  | 50.88 |

## Сусідні гміни
Гміна Бренна межує з такими гмінами: Вісла, Скочув, Устронь, Щирк, Явоже, Ясениця.